# Týn nad Bečvou
Týn nad Bečvou település Csehországban, Přerovi járásban. Týn nad Bečvou Jezernice, Dolní Nětčice, Lipník nad Bečvou, Paršovice, Lhota, Radotín, Soběchleby, Hranice és Hlinsko településekkel határos. Lakosainak száma 841 fő (2024. január 1.).

## Népesség
A település lakosságának változását az alábbi diagram mutatja:
| Lakosok száma | 685  | 765  | 806  | 977  | 881  | 821  | 850  | 835  | 751  | 841  |
|               | 1869 | 1900 | 1921 | 1961 | 1980 | 2011 | 2016 | 2019 | 2021 | 2024 |